# Lijst van geregistreerde aanduidingen voor Provinciale Statenverkiezingen (Noord-Brabant)
Hieronder staat een lijst van geregistreerde aanduidingen voor Provinciale Statenverkiezingen in de Nederlandse provincie Noord-Brabant.
Het stelsel dateert van 1989 (het jaar van inwerkingtreding van de Kieswet). De aanduidingen worden genummerd door het centraal stembureau van de provincie in een register ingeschreven; zij worden vervolgens gepubliceerd in de Staatscourant.
Een organisatie die een aanduiding heeft laten registreren in het landelijke register voor de Tweede Kamerverkiezingen is tevens gerechtigd met deze aanduiding zonder nadere registratie deel te nemen aan verkiezingen voor de Provinciale Staten.
Een organisatie die een aanduiding heeft laten registreren in het provinciale register is tevens gerechtigd met deze aanduiding zonder nadere registratie deel te nemen aan gemeenteraadsverkiezingen in die provincie.
Kleurcodering
-  is in de zittingsperiode 2019-2023 vertegenwoordigd in de Provinciale Staten van Noord-Brabant;
-  is in het verleden vertegenwoordigd geweest in de Provinciale Staten;
-  heeft deelgenomen aan verkiezingen voor de Provinciale Staten zonder een zetel te behalen;
-  heeft niet deelgenomen aan verkiezingen voor de Provinciale Staten;[b]
-  is ingeschreven ná de laatste gehouden verkiezingen voor de Provinciale Staten.

| Registratie- nummer | Huidige of laatste aanduiding         | Vorige aanduiding(en)                       | Ingeschreven                    | Geschrapt                       |
| ------------------- | ------------------------------------- | ------------------------------------------- | ------------------------------- | ------------------------------- |
| 1                   | FEDERATIE B.O.F.                      |                                             | 28 september 1995               | 5 november 2002 (zie ook nr 7.) |
| 2                   | onbekend                              |                                             | [ d ]                           | 28 september 1995               |
| 3                   | Groen-Brabant.                        |                                             | 28 september 1995               | 1 juli 1999                     |
| 4                   | LIJST LINSSEN                         |                                             | 28 september 1995               | 28 november 2005                |
| 5                   | Burgerpartij Nederland (BPN)          |                                             | 28 september 1995               | 1 juli 1999                     |
| 6                   | LEEFBAAR PROVINCIE NOORD-BRABANT      |                                             | 15 maart 2001                   | 28 november 2005                |
| 7 (1.)              | Brabantse Partij                      | Leefbaar Brabant/BOF (tot 14 augustus 2006) | 5 november 2002 (zie ook nr 1.) | 4 november 2013                 |
| 2                   | Tilburgse Volkspartij (TVP)           |                                             | 28 november 2006                | 4 november 2013                 |
| 3                   | Nederlandse Christen Democraten (NCD) |                                             | 12 december 2006                | voor 10 december 2009           |
| 4                   | Nieuwe Democraten (ND)                |                                             | 6 december 2010                 | 4 november 2013                 |
| 5 (1)               | Brabant Nu                            |                                             | 6 december 2010                 | 15 december 2017                |
| 2                   | EenHeid Partij                        |                                             | 24 december 2014                | 15 december 2017                |
| 1 (3) (1)           | Lokaal Brabant                        |                                             | 24 december 2014                |                                 |
| 2. (4) (2)          | StemNL                                |                                             | 24 december 2014                |                                 |
| 3                   | SENIOREN BRABANT                      | Senioren Brabant (tot 30 januari 2019)      | 21 december 2018                |                                 |
| 4                   | Ouderen Appèl - Hart voor Brabant     |                                             | 21 december 2018                |                                 |
| 5                   | AWP voor water, klimaat en natuur     |                                             | 16 december 2022                |                                 |
| 6                   | Alliantie                             |                                             | 16 december 2022                |                                 |